# Anne Sliwka
Anne Sliwka (* 1969 in Bernkastel-Kues) ist eine deutsche Bildungswissenschaftlerin und Professorin an der Universität Heidelberg.

## Laufbahn
Anne Sliwka studierte von 1990 bis 1992 Lehramt (Gymnasium) an der Rheinischen Friedrich-Wilhelms-Universität Bonn, 1992 bis 1993 Erziehungswissenschaft, Geschichte und Politische Philosophie am Christ Church College der University of Oxford, 1993 bis 1994 Geschichte und Erziehungswissenschaft an der Université Paris 1 Panthéon-Sorbonne, wo sie mit der Maîtrise abschloss. Von 1990 bis 1996 war sie Stipendiatin der Studienstiftung des Deutschen Volkes. Von 1994 bis 1999 war sie Doktorandin und Rhodes-Stipendiatin an der University of Oxford. 1999 schloss sie ihr Promotionsstudium mit einer Dissertation zum interkulturellen Transfer von Bildungskonzepten mit dem Titel „Transplanting Liberal Education“ ab. Neben der Promotion unterrichtete sie von 1997 bis 2002 Kurse an der Deutschen Schülerakademie.
Von 1998 bis 2000 arbeitete sie als Projektmanagerin der Bertelsmann Stiftung für das International Network of Innovative School Systems (INIS). 2000 bis 2002 war sie Wissenschaftliche Mitarbeiterin für Allgemeine Erziehungswissenschaft und Empirische Bildungsforschung an der Universität Erfurt. 2002 ging sie als Visiting Fellow an das Ontario Institute for Studies in Education an der University of Toronto, Department of Theory and Policy Studies in Education. Von 2003 bis 2005 war sie Projektleiterin im BLK-Modellprogramm „Demokratie lernen und leben“ und hatte einen Lehrauftrag im Fachbereich Erziehungswissenschaft an der Universität Mannheim inne. Gefördert durch die Freudenberg Stiftung arbeitete sie an der Implementation von Lernen durch Engagement (Service Learning) an Schulen in ganz Deutschland und publizierte zum Thema Demokratiepädagogik und Lernen durch Engagement. 2005 bis 2008 lehrte sie als Professorin für Bildungswissenschaft an der Universität Trier, wo sie das Bachelor- und Masterprogramm für das Lehramt mit aufbaute. Von 2009 bis 2013 war sie als Professorin für Bildungswissenschaft und Prorektorin für Forschung, internationale Beziehungen und Diversität an der Pädagogischen Hochschule Heidelberg tätig. Seit 2013 ist sie Professorin für Bildungswissenschaft und Lehrstuhlinhaberin für Schulpädagogik an der Universität Heidelberg.
Von 2017 bis 2018 weilte sie im Forschungssemester als Gastwissenschaftlerin an der University of Canterbury in Christchurch/Neuseeland und hat Gastvorlesungen an der Flinders University in Australien und der University of Kyoto in Japan gehalten.

## Positionen
Die Reformen nach den ersten PISA-Studien haben bisher immer noch nicht zentrale Mängel im deutschen Schulwesen aufgehoben: Der Unterschied in der Lesekompetenz hat sich zwischen guten und schlechten Lesern sogar noch ausgeweitet. Der Schulerfolg hängt überdurchschnittlich von der sozialen Herkunft ab. Die digitale Ausstattung der Schulen ist international unterdurchschnittlich und verbessert sich nur zögerlich. Die eingesetzten Maßnahmen vom Ausbau der frühkindlichen Bildung, den Ganztagsangeboten, den Inklusionsangeboten bis zur Einführung von Bildungsstandards und Bildungsmonitoring haben nur teilweise gegriffen. Vielmehr sind die strategischen Ziele der Reformen unklar geblieben, das Fördersystem unzulänglich (im Nachhilfebereich privatisiert) und Umstellungen auf moderne Bildungsanforderungen weg von reiner Wissensvermittlung kaum begonnen worden (Deeper Learning). Eine „Schule ohne Wände“, wo Lernen in der Schule, zu Hause und an außerschulischen Lernorten vernetzt wird, besteht noch kaum. Vorbilder für die notwendigen Schritte können gefunden werden in Ontario (Förderung der Kompetenzen im ständig fortgeschriebenen Lehrplan durch die Literacy and Numeracy Initiative, Materialfundus in einer Lernplattform), in Finnland durch die sonderpädagogische Förderung, in Neuseeland hinsichtlich der flexiblen Nutzung von Lernorten mit hoher digitaler Ausstattung (Innovative Learning Environments) sowie in Singapur hinsichtlich der Integration von Informations- und Kommunikationstechnologien (IKT) in die Bildung.

## Aktivitäten
Anne Sliwka war an internationalen Bildungsstudien der OECD und der EU beteiligt, z. B. Teachers Matter: Attracting, Developing and Retaining Effective Teachers (OECD); Formative Assessment: Improving Learning in Secondary Classrooms (OECD); Boosting teacher quality: Pathways to effective policies (EU).
Aus Interesse für Innovationstransfer in die Praxis schreibt sie regelmäßig Beiträge zu internationalen Entwicklungen in Schulen und Schulsystemen für das Deutsche Schulportal (s. u.).
2018 gründete sie die Deeper Learning Initiative, die sich für eine zeitgemäße Transformation von Unterricht und Schule einsetzt und neue Bildungskonzepte für und mit Schulen im Spannungsfeld von Digitalisierung und 21st Century Skills entwickelt. Diese Arbeit wird von der Deutschen Telekom Stiftung und der Robert-Bosch-Stiftung unterstützt.
Sliwka leitet das Themenfeld „Neue Oberstufe“ der Deutschen Schulakademie und ist Mitglied im Wissenschaftlichen Beirat des Kultusministeriums von Baden-Württemberg.
Im BMBF-Programm „Schule macht stark“ leitet sie zusammen mit Hanna Dumont das Forschungscluster „Verzahnung und Transfer“, das zu wirksamen Ansätzen des Change Managements und des Wissenstransfers in Schulsystemen forscht.

## Schwerpunkte in Forschung und Lehre
Ihre Arbeitsschwerpunkte in Forschung und Lehre sind:
- Schul- und Schulsystementwicklung in international vergleichender Perspektive
- Deeper Learning: Unterricht für das 21. Jahrhundert
- Professionalisierung von Lehrkräften
- Diversität, Differenzierung und Inklusion in Schulen
- Führung und Innovation in Schulen und Schulsystemen
- Demokratiebildung und Bildung in der Zivilgesellschaft

## Ausgewählte Buchpublikationen
- Transplanting Liberal Education: The Foundation and Development of Liberal Arts Colleges in Western India, Lang, Frankfurt am Main u. a. 2004, ISBN 978-3-631-39044-3
- mit Susanne Frank: Service Learning: Verantwortung lernen in Schule und Gemeinde, Beltz Praxis, 2005, ISBN 3-407-62518-9.
- Bürgerbildung: Demokratie beginnt in der Schule, Beltz Pädagogik 2008, ISBN 978-3-407-25499-3
- mit Wolfgang Edelstein, Susanne Frank (Hrsg.): Praxisbuch Demokratiepädagogik: Sechs Bausteine für Unterrichtsgestaltung und Schulalltag, Beltz 2009, ISBN 978-3-407-62617-2
- mit Ilona Esslinger-Hinz: Schulpädagogik, Beltz 2011, ISBN 978-3-407-34203-4
- mit Susanne Frank (Hrsg.): Eltern und Schule: Aspekte von Chancengerechtigkeit und Teilhabe an Bildung, Beltz Juventa 2016, ISBN 978-3-7799-3312-0
- mit Silke Trumpa, Doris Wittek: Die Bildungssysteme der erfolgreichsten PISA-Länder. China, Finnland, Japan, Kanada und Südkorea, Waxmann 2017, ISBN 978-3-8309-3299-4
- mit Michael Fricke, Lothar Kuld (Hrsg.): Konzepte sozialer Bildung an der Schule. Compassion – Diakonisches Lernen – Service Learning, 2018, ISBN 978-3-8309-3884-2
- Pädagogik der Jugendphase. Wie Jugendliche engagiert lernen. Hintergründe und Praxiswissen, Beltz 2018, ISBN 978-3-407-25755-0
- mit Brandy Yee und Matti Rautianien: Engaging Adolescent Learners: International Perspectives on Curriculum, Pedagogy and Practice, Palgrave Macmillan 2019, ISBN 978-3-030-09601-4
- mit Britta Klopsch: Deeper Learning in der Schule: Pädagogik des digitalen Zeitalters, Beltz 2021, ISBN 978-3-407-25921-9

## Ehrungen
- 2002: Lehrpreis der Universität Erfurt.